# Olov Janse
Robert Ture Olov Janse, född 3 augusti 1892 i Norrköping, död 6 mars 1985 i Washington D.C., var en svensk arkeolog. Han var brorson till Otto Janse.

## Biografi
Olov Janse var son till fabrikören Ture Janse och Hilma Svensson. Han gick på De Geer-skolan i Norrköping och disputerade 1922 vid Uppsala universitet på avhandlingen Le travail de l'or en Suède à l’époque mérovingienne. Åren 1920–1930 var han anställd som attaché vid Musée des Antiquités nationales i Paris, nuvarande Musée d’Archéologie nationale. Han innehade professuren i "antiquités nationales et préhistorie" vid École du Louvre i Paris 1925–1927, föreläste som docent under många år vid École pratique des Hautes Études vid Sorbonne och utnämndes till hedersprofessor vid universitetet i Paris 1934. Åren 1934–1938 var Olov Janse chef över en forskargrupp av arkeologer och etnologer som gjorde viktiga utgrävningar i Franska Indokina.
Under andra världskriget vistades Janse i Förenta Staterna, där han arbetade som rådgivare åt den amerikanska underrättelsetjänsten OSS. Han blev därefter professor i östasiatisk arkeologi vid Harvard University (1940–1943), var verksam vid Unesco och sedan i Korea. Han var utländsk ledamot i Vitterhetsakademien. År 2002 mottog Vitterhetsakademien en donation av änkan Renee Janse till Olov och Renee Janses minnesfond. Janses östasiatiska samlingar förvaras bland annat på Östasiatiska museet i Stockholm, Musée Cernuschi och Louvren i Paris samt Peabody Museum of Archaeology and Ethnology i Cambridge, Massachusetts i USA.

## Privatliv
Janse var gift med Renee Sokolsky (1903–2000). Hon följde med honom på hans vetenskapliga resor. 1940 bosatte sig makarna i USA, och 1948 blev han amerikansk medborgare. Vid pensioneringen bodde de i ett exklusivt äldreboende på 4000 Massachusetts Avenue i Washington, D.C. där han dog 1985 efter en trafikolycka. De fick aldrig några barn.Han blev 1961 ledamot av Kungliga Vitterhets Historie och Antikvitets Akademien.